# Tilde Corsi
Tilde Corsi (Carrara, 8 ottobre 1948) è una produttrice cinematografica italiana.

## Biografia
Dopo la laurea in Filosofia con lode all'Università di Pisa, inizia a lavorare nell'ambiente cinematografico, all'Ufficio Stampa della Produzioni Europee Associati (PEA) dove partecipa alla realizzazione di molti film, tra i quali Casanova di Federico Fellini, Salò di Pier Paolo Pasolini.
Nel 1992 Tilde Corsi e Gianni Romoli aprono una società di produzione la "R&C Produzioni", producendo Dellamorte Dellamore con la regia di Michele Soavi e, film di Ferzan Özpetek, tra gli altri Harem Suare, Le fate ignoranti, La finestra di fronte, Cuore sacro e Saturno contro. Nel 2001 vince il Nastro d'argento come migliore produttrice per il film Le fate ignoranti. Con il film 20 sigarette nel 2011 viene premiata con il David di Donatello.

### Vita privata
È stata sposata con Manuel De Sica ed è madre del regista Andrea De Sica.

## Filmografia parziale
- Dellamorte Dellamore, regia di Michele Soavi (1994)
- Nitrato d'argento, regia di Marco Ferreri (1996)
- Harem Suare, regia di Ferzan Özpetek (1999)
- Cuore sacro, regia di Ferzan Özpetek (2005)
- Saturno contro, regia di Ferzan Özpetek (2006)
- Il passato è una terra straniera, regia di Daniele Vicari (2008)
- La siciliana ribelle, regia di Marco Amenta (2009)
- 20 sigarette, regia di Aureliano Amadei (2010)[2][3]
- Allacciate le cinture di Ferzan Özpetek (2014)
- Rosso Istanbul di Ferzan Özpetek (2017)
- Napoli velata, regia di Ferzan Özpetek (2017)
- La dea fortuna, regia di Ferzan Özpetek (2019)
- Le fate ignoranti, regia di Ferzan Ozpetek - serie TV (2022)
- Nuovo Olimpo, regia di Ferzan Ozpetek (2023)